# Monotropastrum sciaphilum
Monotropastrum sciaphilum là một loài thực vật có hoa trong họ Thạch nam. Loài này được (Andres) G.D. Wallace mô tả khoa học đầu tiên năm 1987.